# Музыка, Виктор Владимирович
Виктор Владимирович Музыка — лейтенант внутренней службы, сотрудник системы исполнения наказаний Российской Федерации, участник антитеррористических операций в период Второй чеченской войны, погиб при исполнении служебных обязанностей, кавалер ордена Мужества (посмертно).

## Биография
Виктор Владимирович Музыка родился 21 сентября 1964 года в городе Липецке. Окончил Липецкую среднюю школу № 14, после чего поступил учиться на автослесаря. Завершив обучение, Музыка непродолжительное время трудился по специальности на Липецком трубном заводе, а затем был призван на службу в Советскую Армию. Демобилизовавшись, вернулся в родной город, работал в пожарной охране. Через некоторое время он был направлен в Воронежскую школу Министерства внутренних дел СССР. По её окончании продолжал служить в пожарной охране.
С июня 1996 года Музыка служил в системе исполнения наказаний Российской Федерации, был старшим инструктором штурмового отделения отдела специального назначения Управления исполнения наказаний Министерства юстиции Российской Федерации по Липецкой области. С началом Второй чеченской войны в составе своего подразделения дважды направлялся в командировки на Северный Кавказ. Неоднократно принимал участие в боевых действиях, рискуя при этом собственной жизнью. За мужество и героизм, проявленные при исполнении служебных обязанностей, был удостоен первой своей боевой награды — медали «За отвагу».
Летом 2000 года Музыка был направлен во вторую командировку в Чеченскую Республику. 17 июня 2000 года в составе своего подразделения он выдвинулся в посёлок Толстой-Юрт Грозненского района для охраны проходящего через этот населённый пункт нефтепровод. Спустя четыре дня здание, где расположилась группа Музыки, была обстреляна сепаратистами из гранатомётов. Сам он при этом получил многочисленные осколочные ранения и скончался на месте. Похоронен в Липецке.
Указом Президента Российской Федерации младший лейтенант внутренней службы Виктор Владимирович Музыка посмертно был награждён орденом Мужества.

## Память
- Именем Виктора Музыки названа улица в городе Липецке[3].
- Мемориальная доска в память о Музыке установлена на здании Липецкой средней школы № 14.
- Имя Музыки увековечено на мемориале сотрудникам Министерства юстиции Российской Федерации, погибшим при исполнении служебных обязанностей, в городе Дзержинском Московской области.